# دوزین
دوزین، شهری است از توابع بخش کوهسارات شهرستان مینودشت در استان گلستان ایران است.

## جمعیت
این شهر در بخش کوهسارات قرار دارد و بر اساس سرشماری سال ۱۳۸۵ جمعیت آن ۴٬۹۷۱ بود.
است.

## دهستان دوزین
دهستان دوزین یکی از مناطق کوهستانی بخش مرکزی شهرستان مینودشت و در شرق و فاصلهٔ ۴۰ کیلومتری جنوب شرقی مینودشت در ارتفاع ۲۲۰۰ متری البرز قرار دارد. بر اساس آمار در سال ۸۶ با ۴۸ روستا تحت پوشش جمعیتی معادل ۲۳ هزار نفر و دوازده هزار نفر خانوار دارای ۱۱۵۹۰هکتار زمین می‌باشد که ۸۲ هکتار آن زمین آبی و ۱۱۴۲۷ هکتار آن زمین‌های دیم می‌باشد.

## دوزین
وجه تسمیهٔ دوزین از دو کوه و رودخانه ای که آن را احاطه کرده، گرفته شده‌است.

## چشمه آب گرو و غار دیو دوزین
چشمه آب گرو و غار دیو دوزین که مجموعه‌ای دیدنی طبیعی است، که در دامنه کوه دوزین قرار دارند.

## دومین غار عمیق کشور
دومین غار عمیق کشور با عمق ۳۷۵ متر با عنوان «سم» در ارتفاعات شرقی کوه خواجه قنبر روستای دوزین بخش گالیکش استان گلستان کشف شده‌است.
به گزارش خبرنگار مهر در گرگان، این غار زیبا و منحصربه‌فرد طبیعی در ارتفاعات ۱۷۰۰ متری کوه خواجه قنبر در منطقه نامیج گالیکش از توابع شرق گلستان واقع شده‌است. جاذبه‌های طبیعی بکر و زیبای این غار ناشناخته، بهشتی برای طبیعت گردان و کوهنوردان و علاقه‌مندان به رشته‌های غارنوردی فراهم کرده‌است. تاکنون با تلاش‌های گروه‌های کوهنوردی ۲۱ چاه از این غار زیبا کشف شده که ۱۷ چاه از این غار به وسیلهٔ گروه کوهنوردی قابوس گنبد کشف شده‌است.